# Convento de Rilhafoles

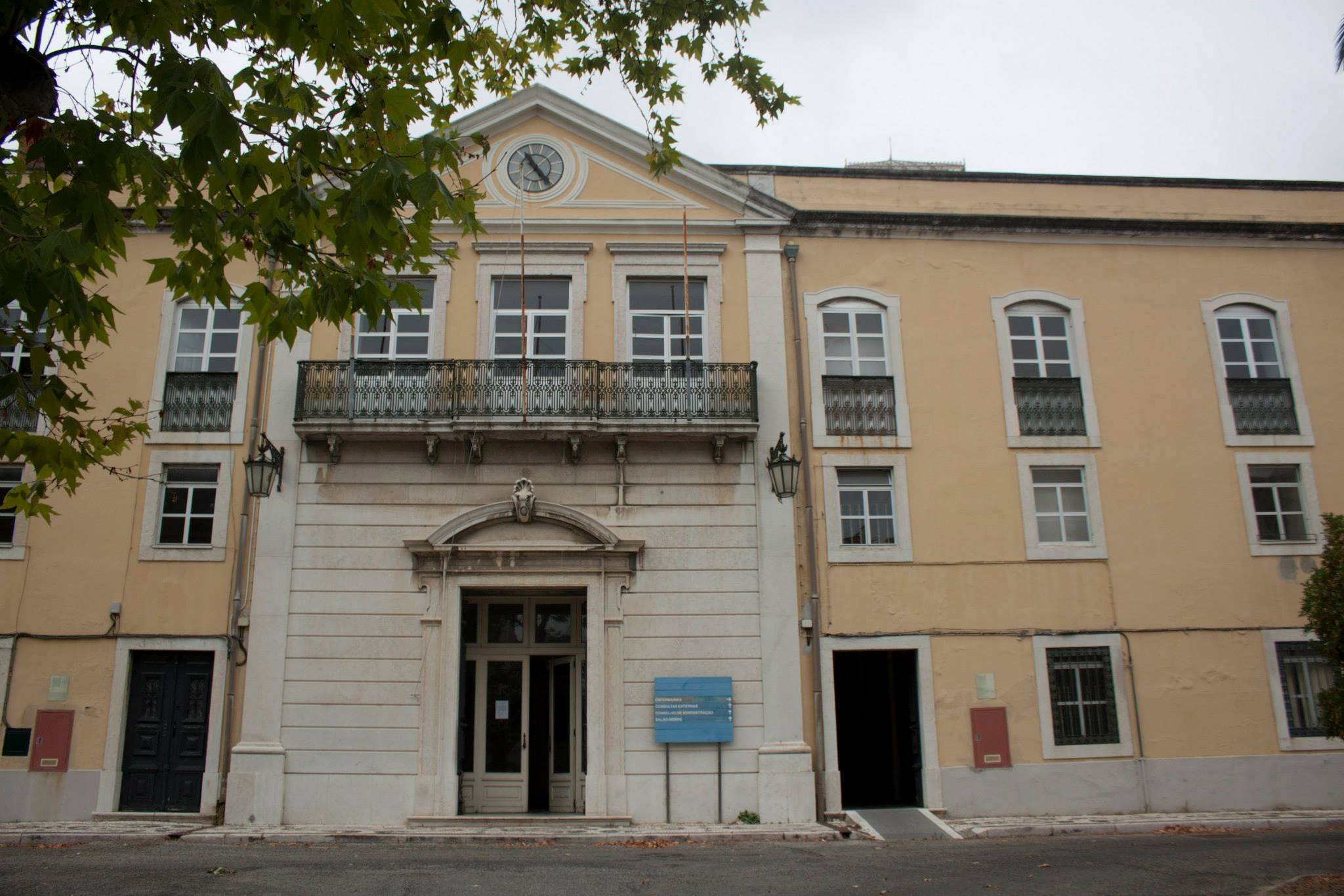
Fachada do Edifício Principal do antigo Hospital Miguel Bombarda.

O Convento de Rilhafoles, depois Hospital de Rilhafoles e desde 1911 Hospital Miguel Bombarda GOB, pertenceu primeiramente à Congregação da Missão de São Vicente de Paulo e foi fundado por autorização pontifícia (Breve de 10 de setembro de 1717) e do Cardeal-Patriarca D. Tomás de Almeida (alvará de 4 de janeiro de 1717). Também era designado por: Casa Mãe da Congregação da Missão, Casa da Congregação da Missão em Rilhafoles, Casa de São João e São Paulo, Casa de Rilhafoles.

## História
O Hospital Psiquiátrico Miguel Bombarda ficou inicialmente instalado no edifício da Congregação da Missão dos Padres de São Vicente de Paulo, construído entre 1730 e 1750 na antiga Quinta de Rilhafoles, que aquela instituição religiosa adquirira em 1720.
Após a extinção das ordens religiosas em Portugal, o edifício do ex-convento de Rilhafoles albergou, a partir de 1 de setembro de 1835, o Real Colégio Militar, até que, por decreto de 14 de novembro de 1848, referendado pelo duque de Saldanha e barão de Franco, esta instituição foi transferida para o edifício do Convento de Mafra, por ocasião das reformas legislativas do ensino e do exército realizadas na época.
Após a saída do Colégio Militar, o ex-convento de Rilhafoles foi destinado a hospital de alienados, isto é, doentes mentais, transformando-se no mais antigo hospital psiquiátrico do país, fundado em 1848.
Em 1853 é construído o edifício do balneário para banhos terapêuticos aplicados em psiquiatria, inaugurado pela rainha D. Maria II e considerado o melhor da Europa.
Após a nomeação do Prof. Miguel Bombarda para diretor do hospital, em 1892, são construídos e inaugurados outros edifícios de excecional valor arquitetónico e histórico. Da autoria do Arq.º José Maria Nepomuceno, o edifício das Enfermarias em Poste Telefónico (1886–1894), o pavilhão de segurança (1892–1896) para doentes vindos da Penitenciária, que é um edifício único e vanguardista em termos internacionais, revelado em 2009 pelo estudo de Vítor Albuquerque Freire, que antecipa em 30 anos o design e a arquitetura moderna das décadas de 1920 e 1930 (arredondamentos de arestas racionalistas generalizados em bancos, portas e janelas, para evitar contusões, proporcionar maior resistência e facilitar a limpeza), um dos seis edifícios deste género no mundo e o único com pátio a descoberto, para os doentes permanecerem ao ar livre durante o dia, melhorando o seu estado de saúde e evitando a transmissão de doenças (sistema inventado por Jeremy Bentham).
Entretanto, a instituição evoluiu a 29 de novembro de 1948 para o hospital Miguel Bombarda, em homenagem a este médico psiquiatra, Grande-Oficial da Ordem de Benemerência. Este hospital foi encerrado em 2011.
Atualmente, o conjunto alberga o Museu Miguel Bombarda de Arte de Doentes e Neurociências, com a maior coleção do país de arte outsider ou art brut "arte pouco ou não influenciada pela arte institucionalmente aceite, produzida geralmente por autores sem formação ou autodidatas, desligados, pelo seu isolamento ou pela sua atitude, dos circuitos culturais, em muitos casos artistas com perturbação mental ou afastados e não reconhecidos pela sociedade". Nas visitas guiadas podem observar-se o gabinete onde o Prof. Bombarda foi assassinado em 1910, a igreja rocaille, o salão nobre e o balneário D. Maria II.
Fica ao cimo da rua Dr. Almeida Amaral, próximo da rua Gomes Freire, na zona do Campo dos Mártires da Pátria.
Os edifícios do balneário D. Maria II (1853) e do pavilhão de segurança (1896) foram classificados como Conjunto de Interesse Público (CIP) em 24 de dezembro de 2010, e a sua zona especial de proteção integra todos os edifícios do hospital.
Em Outubro de 2014, o edifício principal (antiga Casa da Congregação da Missão de São Vicente de Paulo) ficou abrangido pela classificação já existente para o balneário D. Maria II e o pavilhão de segurança do hospital, estando em vias de classificação (como Conjunto de Interesse Público).

## Futuro
Em 2022, a Câmara Municipal de Lisboa propôs que, nos terrenos do Miguel Bombarda, fossem construídos três novos lotes de habitação, com seis a oito pisos, destinados a arrendamento acessível. Está também prevista a construção de um estabelecimento hoteleiro, com número de camas ainda por definir, que ficará instalado no edifício do antigo convento de Rilhafoles, onde funcionou o hospital psiquiátrico Miguel Bombarda. Há ainda um quinto lote, que ocupará a antiga cozinha e a que será dado uso comercial, previsivelmente de restauração.
No âmbito desta operação urbanística, uma parte dos terrenos (que são património do Estado) será cedida à Câmara para construção de uma escola básica 123 (os três ciclos do ensino básico) com capacidade para mil alunos e de um jardim de infância. Já o conjunto classificado desde 2010 como de interesse público — abarcando o pavilhão Panótico, uma singular construção em círculo que funcionou como enfermaria/prisão, e o balneário D. Maria II — será requalificado, na categoria "equipamentos culturais/museológicos".